# Ostrownica (powiat zwoleński)
Ostrownica – wieś w Polsce położona w województwie mazowieckim, w powiecie zwoleńskim, w gminie Kazanów. Ma status sołectwa.
| SIMC    | Nazwa     | Rodzaj    |
| ------- | --------- | --------- |
| 0626159 | Przydatki | część wsi |

Prywatna wieś szlachecka, położona była w drugiej połowie XVI wieku w powiecie radomskim województwa sandomierskiego. W latach 1975–1998 miejscowość administracyjnie należała do województwa radomskiego.
Wierni Kościoła rzymskokatolickiego należą do parafii Przemienienia Pańskiego w Kazanowie Iłżeckim.